# Peugeot Typ 103
Der Peugeot Typ 103 ist ein frühes Automodell des französischen Automobilherstellers Peugeot, von dem 1907 im Werk Lille 45 Exemplare produziert wurden.
Die Fahrzeuge besaßen einen Vierzylinder-Viertaktmotor, der vorne angeordnet war und über Kette die Hinterräder antrieb. Der Motor leistete aus 7433 cm³ Hubraum 40 PS.
Es gab die Modelle 103 A und 103 B. Beim Modell 103 A mit einem Radstand von 295,5 cm betrug die Spurbreite 140 cm. Beim Modell 103 B betrug der Radstand 329,5 cm und die Spurbreite 145 cm. Die Karosserieform Doppelphaeton bot Platz für vier bis sechs Personen.